# Regionaler Naturpark Schaffhausen

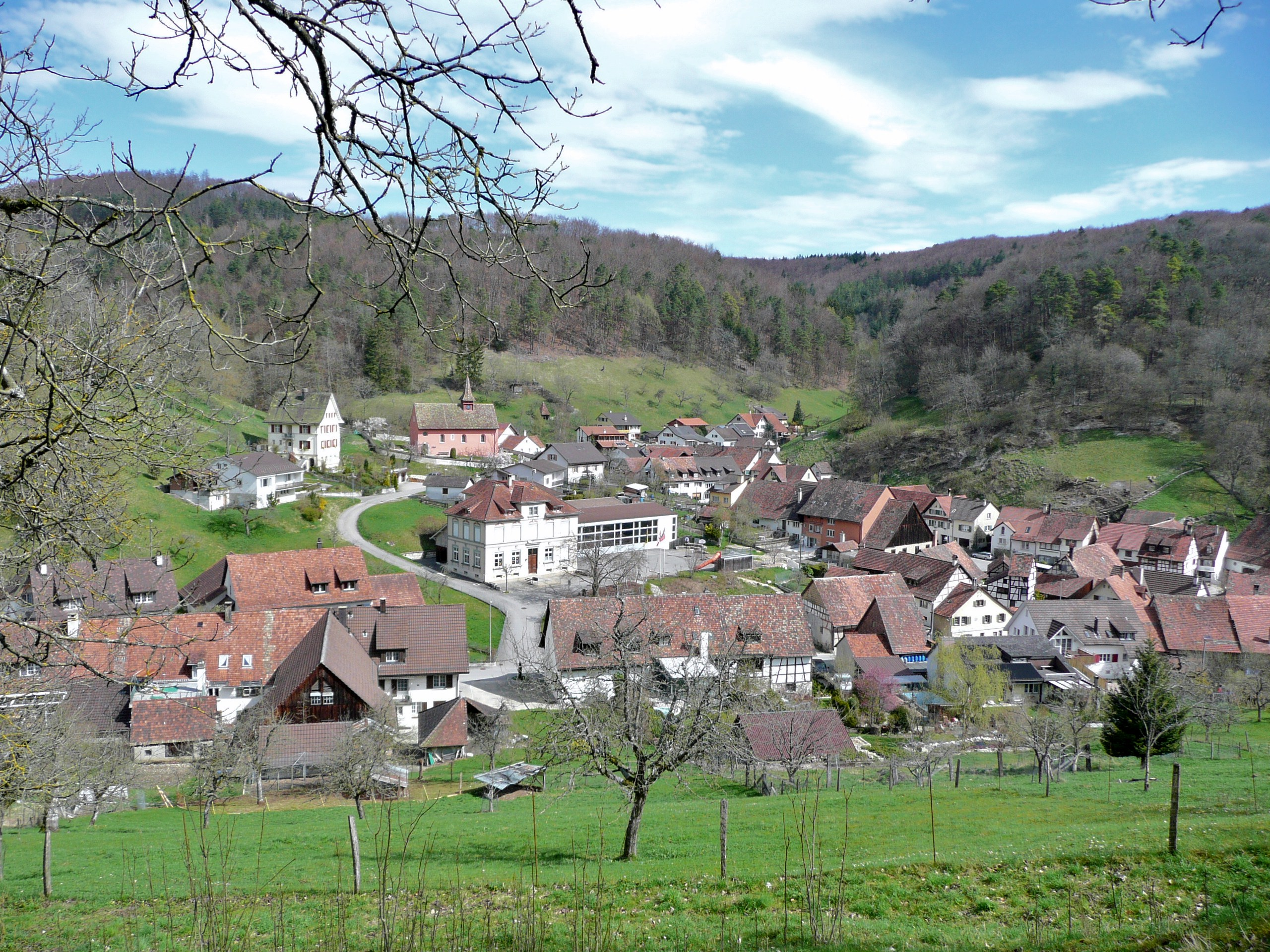
Hemmental

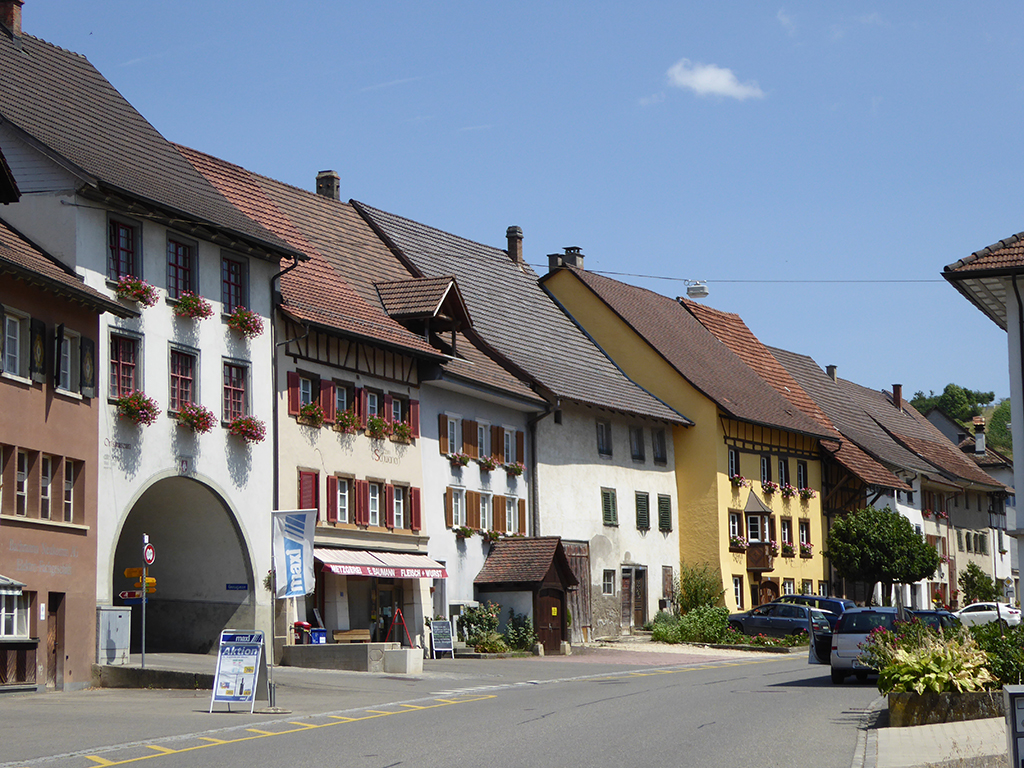
Das Dorf Wilchingen

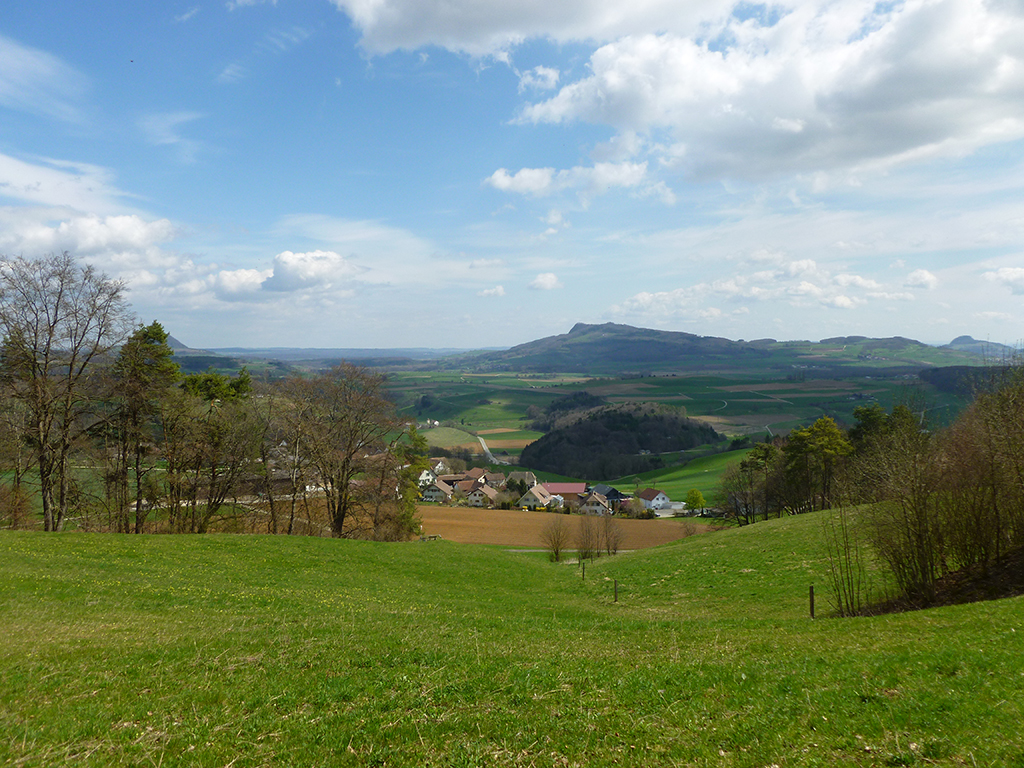
Opfertshofen, Reiat

Der Regionale Naturpark Schaffhausen ist ein grenzüberschreitender Naturpark in der Schweiz und Deutschland. In der ersten Betriebsphase 2018–27 umfasst der Park 13 Schaffhauser Gemeinden sowie zwei Gemeinden aus dem Bundesland Baden-Württemberg auf einer Fläche von 213 km².

## Kennzahlen für die Betriebsphase 2018–27
| 15           | Gemeinden (2 deutsche und 13 Schweizer Gemeinden) |
| 213 km²      | Fläche |
| ca. 29'000   | Einwohner und Einwohnerinnen im Parkgebiet |
| 900 m. ü. M. | höchster Punkt im Parkgebiet, „Langer Hagen“ zwischen Schleitheim und Siblingen                                                                                              |
| 10           | Ortsbilder von nationaler Bedeutung |
| 6            | Ortsbilder von regionaler Bedeutung |
| 16           | Kulturgüter von nationaler Bedeutung |
| 233          | Kulturgüter von regionaler Bedeutung plus 9 Kulturgüter von regionaler Bedeutung in den deutschen Parkgemeinden                                                              |
| 3            | Gebiete des Bundesinventars der Landschaften und Naturdenkmäler von nationaler Bedeutung: Randen, Wangen- und Osterfingertal sowie Teile des BLN-Gebietes Untersee-Hochrhein |

(Stand vor Erweiterung April 2020)

## Lage
Die geographische Bezeichnung Schaffhausen umschreibt im engeren Sinne die Region um Schaffhausen. Bezeichnend für den Regionalen Naturpark Schaffhausen sind die landschaftlich charakteristischen Regionen Randen, Südranden, Hochrhein, Klettgau und Reiat.
Der Naturpark Schaffhausen umfasst Gemeinden aus dem Klettgau, dem Randen, dem Reiat, dem südlichen Teil des Kantons Schaffhausen sowie zwei deutsche Gemeinden. Folgende Gemeinden sind mit dem Start in die Betriebsphase Mitglied im Regionalen Naturpark Schaffhausen:
- Beringen
- Buchberg
- Gächlingen
- Hallau
- Jestetten (D)
- Lottstetten (D)
- Löhningen
- Neunkirch
- Oberhallau
- Rüdlingen
- Schaffhausen
- Schleitheim
- Thayngen
- Trasadingen
- Wilchingen-Osterfingen

Das Gebiet des Regionalen Naturparks Schaffhausen erstreckt sich über eine Fläche von insgesamt 213 km². Der höchste Punkt im Parkgebiet ist der 900 m. ü. M. hohe „lange Randen“ zwischen Schleitheim und Siblingen.

## Geschichte
Von 2009 bis 2011 fand die Erarbeitung einer Eignungsprüfung, einer Machbarkeitsstudie sowie eines Managementplanes durch die Akteure Verein Agglomeration Schaffhausen, ZHAW und bioforum statt. Die Einbringung von neuen Projektideen durch Akteure aus der Region erfolgt laufend.
Im März 2012 wurde durch Gemeinden und Organisationen eine Trägerschaft (Verein Regionaler Naturpark Schaffhausen) gegründet. Danach erfolgte die Vernehmlassung des Managementplanes durch die Trägerschaft. Die Genehmigung erfolgte im Herbst desselben Jahres.
Am 4. Oktober 2012 traten die zwei deutschen Gemeinden Jestetten und Lottstetten dem Verein bei und machten das Projekt zum grenzübergreifenden Naturpark. In Jestetten fand dazu die Unterzeichnung des Zusammenarbeitsvertrages durch den Landesminister Alexander Bonde für das Bundesland Baden-Württemberg und dem Regierungsrat Reto Dubach für den Kanton Schaffhausen statt.
Der Managementplan wurde im Januar 2013 beim Bundesamt für Umwelt (BAFU) eingereicht. Im August 2013 erhielt der Regionale Naturpark Schaffhausen vom BAFU den Status „Kandidat Regionaler Naturpark“ und wurde durch den Bund anerkannt. Dies war das Startsignal für die vierjährige Errichtungsphase ab Januar 2014.
Bis im Dezember 2016 musste an den Gemeindeversammlungen der Parkgemeinden Gemeinden über das Betriebskonzept und den Start in die Betriebsphase abgestimmt werden. Die Gemeinde Merishausen hat sich für den Austritt aus dem Regionalen Naturpark entschieden. Da die Gemeinde Bargen dadurch von den übrigen Parkgemeinden abgeschnitten wurde, ist sie ebenfalls aus dem Regionalen Naturpark Schaffhausen ausgeschieden.
Mit der Genehmigung des Antrags und die Vergabe des Labels „Park von nationaler Bedeutung“ durch das Bundesamt für Umwelt im August 2017 kann der Regionale Naturpark Schaffhausen im Januar 2018 in die zehnjährige Betriebsphase starten.
Am 17. November 2019 hat das Stimmvolk des Kantons Schaffhausen dem «Gesetz über Pärke von nationaler Bedeutung im Kanton Schaffhausen (Kantonales Parkgesetz)» zugestimmt. In diesem geht es um die finanzielle Beteiligung des Kantons am Naturpark. Ab 2020 beteiligt sich der Kanton mit rund 300‘000 Franken bis 2027. Das Geld fliesst in Projekte in den Bereichen Natur und Kulturlandschaft, regionales Kleingewerbe, Tourismus oder landwirtschaftliche Produkte. Eine angemessene Beteiligung des Kantons ist die Voraussetzung dafür, dass auch der Bund den Park finanziell unterstützt.

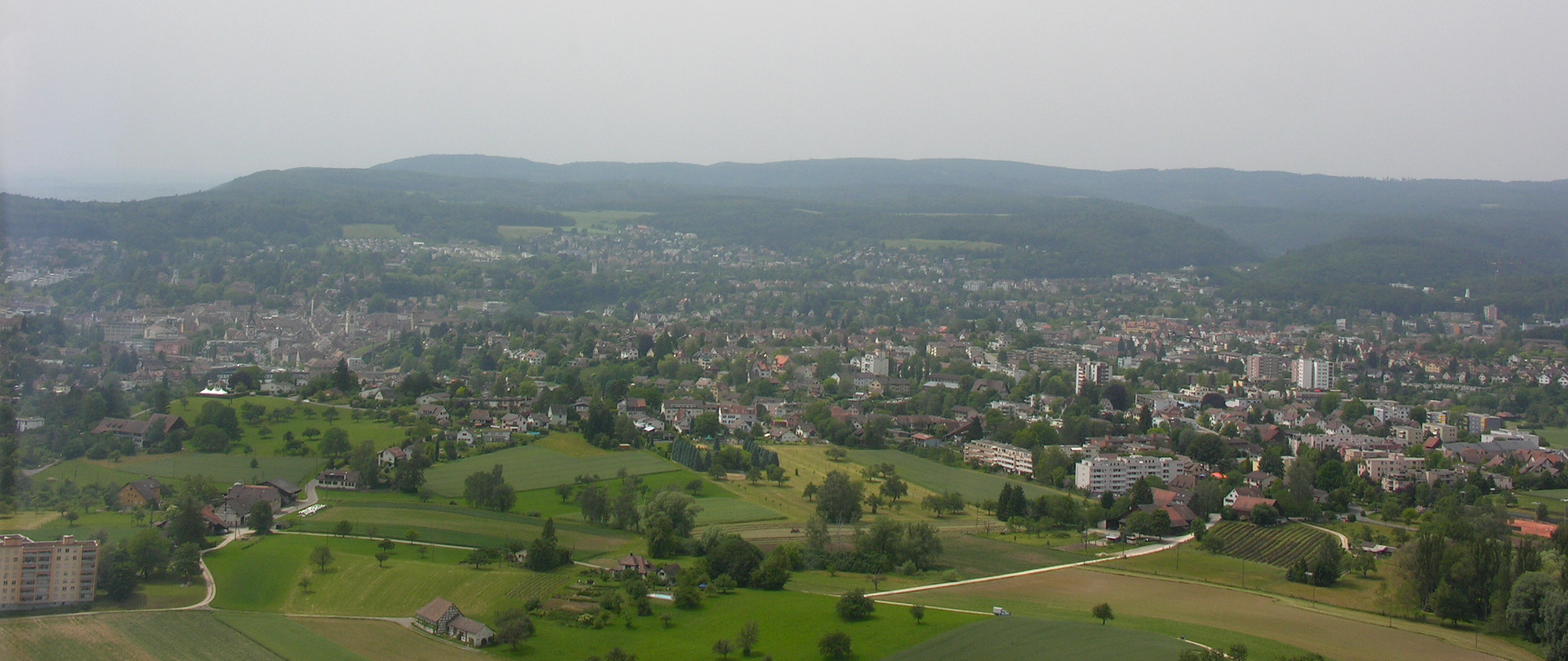
Teil des ländlichen Buchthalens

Im April 2020 wurde bekannt, dass der Bund die Anpassung des Naturpark-Perimeters der Stadt Schaffhausen bewilligt hat. Neu gehören zum Naturpark auch die ländlichen Flächen von Schaffhausen-Buchthalen und das Herblingertal. Somit können sämtliche städtischen Landwirte von der Unterstützung des Naturparks profitieren. Dank dem Einbezug des Herblingertals können auch die lokalen Firmen GVS Weinkellerei und Brauerei Falken spezielle Naturpark-Parkprodukte herstellen. Die Erweiterung ist insbesondere für die Artenförderung in der Landwirtschaft, den Erhalt der Obstgärten um Buchthalen, die Eichen- und Waldrandförderung und den Erhalt der Population des Kleinen Glühwürmchens im Buchthalerwald wichtig. Neu wird auch der Hochrhein im Abschnitt Rheinhalde bis zur deutschen Grenze bei der Enklave Büsingen Teil des Naturparks, womit auch die touristisch wichtige und stark befahrene Radwegroute vom Bodensee zum Rheinfall (Rhein-Route) im Park liegt. Zusätzlich wurde auch der Perimeter beim Lahnbuck eingangs Eschheimertal leicht korrigiert, so dass die gesamte Landwirtschaftszone im Parkgebiet liegt.

## Sehenswürdigkeiten
- Bohnerzgebiet Südranden: Früher wurde im Gebiet des Südrandens Bohnerz abgebaut. Heute dienen die zurückgebliebenen Gruben als wertvolle Lebensräume für Amphibien.
- Rebberge: Der größte zusammenhängende Rebberg der Deutschschweiz befindet sich im Schaffhauser Blauburgunderland. Auf zahlreichen Wanderwegen lässt sich die Reblandschaft erkunden.
- Randen: Der höchste Punkt des Regionalen Naturparks Schaffhausen ist mit 900 m. ü. M. der „lange Randen“.
- Ortsbilder von nationaler Bedeutung: Charakteristische Dörfer prägen den Regionalen Naturpark Schaffhausen. Mehrere schützenswerte Ortsbilder von nationaler Bedeutung befinden sich im Perimeter. Es sind dies Gächlingen, Hallau, Löhningen, Neunkirch, Oberhallau, Osterfingen, Rüdlingen, Schleitheim, Thayngen und Wilchingen.[1]

## Ziele
Der Regionale Naturpark Schaffhausen zeichnet sich durch die intakte Kulturlandschaft und typische Dörfer aus. Er setzt sich für folgende Ziele ein:
- Erhöhung der regionalen Wertschöpfung in Landwirtschaft, Gewerbe und Tourismus
- Landschaft, Natur und Umwelt: Pflege und ökologische Aufwertung, Schonung natürlicher Ressourcen, Förderung erneuerbarer Energien
- Bildung für nachhaltige Entwicklung: Bündelung und Förderung entsprechender Angebote
- Natur- und kulturnaher Tourismus: mit authentischen und ressourcenschonenden Angeboten
- Kulturelles Leben und Erbe: Erhalt und Förderung parkspezifischer Traditionen und kulturhistorischer Attraktionen
- Netzwerkbildung zwischen Akteuren und Organisationen

## Organisation
Die Organe des Vereins „Regionaler Naturpark Schaffhausen“ sind die Mitgliederversammlung, der Vorstand, die Geschäftsprüfungskommission, die Labelkommission und der Beirat. Die Geschäftsstelle übernimmt die operative Leitung. Die Mitglieder setzen sich aus Vertretern der Parkgemeinden sowie aus Einzelmitglieder zusammen.

## Projekte

### Gewerbe
Der Regionale Naturpark Schaffhausen stärkt das lokale Gewerbe. Durch Aktivitäten in der Region werden Aufträge für lokale Gewerbetreibende ausgelöst. Durch diese Stärkung werden Stellen und Ausbildungsplätze erhalten oder neu geschaffen.
- Schaffhauser Haus – ein Haus, das hauptsächlich aus regionalen Materialien besteht und von einheimischen Handwerkern und Betrieben erstellt wird. Ein erstes Schaffhauser Haus wurde auf dem Siblinger Randen errichtet.[9]
- Naturpark-Möbel werden aus Holz aus dem Regionalen Naturpark Schaffhausen von ansässigen Schreinern hergestellt.[10]

### Landwirtschaft
- Schaffhauser Regioprodukte: Der Regionale Naturpark Schaffhausen hat die Geschäftsführung des im November 2014 gegründeten Vereins „Gemeinsames Marketing für Schaffhauser Regioprodukte“ übernommen. Produzenten, Direktvermarkter und Verarbeiter aus der Region Schaffhausen treten unter der Dachmarke „Schaffhauser Regioprodukte“ auf und vermarkten ihre Produkte gemeinsam.[11]

### Tourismus
Im Sinne eines nachhaltigen Tourismus unterstützt der Regionale Naturpark Schaffhausen Akteure bei der Entwicklung von Angeboten. Schwerpunkte bilden der Langsamverkehr sowie der Wein- und Agrotourismus. Folgende Projekte wurden bereits realisiert:
- Grenzüberschreitende Kutschenfahrten
- Trilogie Bergkirchen Klettgau
- Picknick mit Esel
- Wander-, Velo-, Skating-Routenvorschläge im Regionalen Naturpark Schaffhausen aus www.natourpark.ch
- Routenvorschläge Wanderreiten auf www.natourpark.ch
- Mit dem Clientis-Randenbus bequem und einfach auf den Randen: www.randenbus.ch[12]
- Savurando – kulinarische Schatzsuche in Schweizer Pärken www.savurando.ch

Der Regionale Naturpark Schaffhausen führt die Geschäftsstelle der Genussregion Wilchingen Osterfingen Trasadingen. Zu den Projekten der Genussregion gehören u. a. die Bergtrotte Osterfingen, der Erlebnisweg „Räuber, Römer, Genuss“ oder die Landfrauen-Apéro-Gruppe Schaffhausen.

### Natur
- Mit Förderprogrammen werden seltene Arten gefördert. Die Programme konzentrieren sich auf Amphibien (Aufwertung von Bohnerzgruben), Fledermäuse und den Mittelspecht.
- Der Verein Landenergie unterstützt im Auftrag des Regionalen Naturparks Schaffhausen Solar- und Biogasanlagen auf Landwirtschaftsbetrieben.
- Die Kulturlandschaft wird aufgewertet: Dabei werden artenreiche, lichte Wälder durchforstet und entbuscht, Föhrenwäldchen gepflegt und Lesesteinhaufen freigestellt.
- Der Regionale Naturpark Schaffhausen unterstützt und berät Landwirte und Private beim Anlegen und der Pflege von Hochstamm-Obstgärten.

### Bildung und Kultur
- Schulen werden mit dem Zertifikat „Naturpark-Schule“ ausgezeichnet, wenn sie sich verstärkt mit der Region des Naturparks beschäftigen und gewisse Unterrichtsthemen lokal verorten. Die Lerninhalte bauen aufeinander auf und verstärken den Lerneffekt.
- Naturpark-Exkursionsführer vermitteln den Gästen im Regionalen Naturpark Schaffhausen die Schönheiten der Region.
- Der Regionale Naturpark Schaffhausen ist reich an Kulturgütern, die lebendigen Traditionen zeugen davon. Bestehende Anlässe werden unterstützt und historisches Erbe erlebbar gemacht.